# Daeg Faerch
Daeg Faerch (født 27. september 1995) er en dansk-canadisk skuespiller, der bl.a. har medvirket i filmen Hancock (2008) og, mest bemærkelsesværdigt, i genindspilningen af Halloween (2007). Faerch har også medvirket i teaterproduktioner som Grapes of Wrath, Marat/Sade, Mens vi venter på Godot og Shakespeare Unabridged. Han har desuden optrådt i Shakespeare-produktioner som Coriolanus og The Merry Wives of Windsor samt det franske skuespil L'Impromptu de Théophile og komedien The Nerd. Ud over engelsk taler Daeg også fransk, men ikke dansk.

## Udvalgt filmografi
| År   | Titel              | Rolle                      | Noter                            |
| ---- | ------------------ | -------------------------- | -------------------------------- |
| 2004 | Earl's Your Uncle  | Ratt                       | Kortfilm                         |
| 2005 | Frank's First Love | Frank                      | Kortfilm                         |
| 2005 | Andrew the Pirate  | Tom                        | Kortfilm                         |
| 2005 | Life Ride          | Billy                      | Kortfilm                         |
| 2006 | Angry Ghost        | Bernard                    | Kortfilm                         |
| 2006 | Coming to Town     | Alasdair Romer             | Kortfilm                         |
| 2007 | Front              | Jason                      | Kortfilm                         |
| 2007 | Halloween          | Michael Myers, som 10-årig |                                  |
| 2008 | The Liar           | Andy                       | Kortfilm                         |
| 2008 | Wreck the Halls    | Charles                    | Kortfilm                         |
| 2008 | Digits             | Matthew                    | Kortfilm                         |
| 2008 | Villa Nova         | Brian                      | Kortfilm                         |
| 2008 | Hancock            | Michel                     |                                  |
| 2008 | Delaney            | Hercules                   | Kortfilm                         |
| 2008 | Pushing Daisies    | Ingmar Todd                | Tv-serie; sæson 2, afsnit 5 og 8 |
| 2009 | Necromance         | David                      | Kortfilm                         |
| 2009 | Run! Bitch Run!    | Tommy                      |                                  |
| 2010 | Sebastian          | Sebastian                  |                                  |